# 2NE1
2NE1 (кореј. 투애니원, ч. „ту-ени-ван”) била је јужнокорејска група основана 2009. у Сеулу од стране Y.G. ентертејнментa. Групу 2NE1 су чинила четири члана: CL, Dara, Bom и Minzy. Њихово прво појављивање се десило у песми "Лолипоп"("Lollipop") са групом Биг Бенг за LG Electronics. Први деби сингл "Fire" је изашао 6. маја 2009. Од тада су издале два EP-a, "2NE1" i "2NE1 2nd Mini Album" и један студијски албум "To Anyone". Међу најпопуларнијим песмама су "I Am the Best", "I Don't Care", "Go Away", "Lonely". Досад ова група има преко милијарду прегледа на Јутубу. У новембру, 2016 године, објављено је да се група распала, а да су CL и Dara обновиле своје уговоре за соло рад.

## Чланице
| Јавно име    | Јавно име | Право име    | Право име | Позиција               | Датум рођења       |
| Романизација | Хангул    | Романизација | Хангул    | Позиција               | Датум рођења       |
| ------------ | --------- | ------------ | --------- | ---------------------- | ------------------ |
| CL           | 씨엘      | Lee Chaerin  | 이채린    | Вођа групе, вокал, реп | 26. фебруар 1991.  |
| Bom          | 봄        | Park Bom     | 박봄      | Главни вокал           | 24. март 1984.     |
| Dara         | 다라      | Park Sandara | 박산다라  | Вокал                  | 12. новембар 1984. |